# Hariana
Hariana (również pisana jako Harijana, hindi हरियाणा, trb.: Harijana, trl.: Hariyāṇā; ang. Haryana) – stan w północnych Indiach. Sąsiaduje ze stanami: Pendżab na północnym zachodzie, Himachal Pradesh na północy i Radżastanem na południowym zachodzie. Rzeka Jamuna stanowi wschodnią granicę ze stanami Uttarakhand i Uttar Pradesh.
W 2011 był to 17. pod względem liczby ludności stan Indii; w 2001 zajmował 16. miejsce. Przez terytorium stanu przepływają rzeki: Ghaggar, Markanda, Tangri i Sahib.

## Podział administracyjny
Stan Hariana dzieli się na następujące okręgi:
| 1. Ambala 2. Bhiwani 3. Faridabad 4. Fatehabad 5. Gurgaon 6. Hisar 7. Jhajjar 8. Jind 9. Kaithal 10. Karnal | 1. Kurukshetra 2. Mahendragarh 3. Mewat 4. Panchkula 5. Panipat 6. Rewari 7. Rohtak 8. Sirsa 9. Sonipad 10. Yamunanagar |  |